# Alex Heskel
Alex Heskel (auch: Alexander) (* 27. Juni 1864 in Kellinghusen; † 28. Juli 1943 in Hamburg) war ein deutscher Lehrer und Historiker.

## Leben und Wirken
Heskel kam 1864 in Kellinghusen als Sohn des jüdischen Collecteurs Moses Heskel und dessen christlicher Frau Fanny, geborene Rothenbücher, auf die Welt und wurde später getauft. Er besuchte das Katharineum zu Lübeck und das Matthias-Claudius-Gymnasium Hamburg. Im Anschluss studierte er Klassische Sprachen und Germanistik an den Universitäten in Jena, Berlin, Kiel und Marburg. 1891 wurde er an der Universität Kiel promoviert. Während seines Studiums wurde er 1886 Mitglied der Studentenverbindung Salia in Jena. Als diese jedoch 1895 Couleur aufsetzte, trat er zusammen mit weiteren Mitgliedern zur Kartell-Verbindung Holzminda Göttingen über, wodurch das bestehende Kartell beendet wurde. 
Nach seinem Studium arbeitete er von 1896 bis 1906 als Oberlehrer an der Realschule auf der Uhlenhorst in Hamburg, dann als Inspektor des höheren Schulwesens und wurde später zum Professor ernannt, bevor er von 1914 bis 1923 Direktor der Behörde für öffentliche Jugendfürsorge in Hamburg wurde.
Er war Mitglied im Verein für Hamburgische Geschichte, schrieb viele Rezensionen, unter anderem in der Zeitschrift des Vereins für Hamburgische Geschichte und veröffentlichte zahlreiche Beiträge, insbesondere mit Bezug zur Geschichte Hamburgs. Während der Zeit des Nationalsozialismus musste er aufgrund seiner Herkunft die Arbeit im Redaktionsausschuss der Zeitschrift des Vereins für Hamburgische Geschichte aufgeben, blieb aber auf Drängen von Hans Nirrnheim Vereinsmitglied. Aus dem Verein für Lübeckische Geschichte trat er hingegen 1935 aus, nachdem dieser einen Arierparagraphen eingeführt hatte.
Er starb 1943 bei einem Bombenangriff auf Hamburg. Am 27. Juni 1944 fand auf dem Ohlsdorfer Friedhof eine Gedenkfeier statt.

## Veröffentlichungen (Auswahl)
- Die Historia Sicula des Anonymus Vaticanus und des Gaufredus Malaterra. Ein Beitrag zur Quellenkunde für die Geschichte Unteritaliens und Siziliens im II. Jahrhundert. Kiel, Dissertation vom 19. Dezember 1891.
- Friedrich Lebzelter als kursächsischer Agent in Hamburg, 1632–1634 . In: Zeitschrift des Vereins für Hamburgische Geschichte Band 25, 1924, S. 210–225. pdf
- Bürgermeister Ascan Wilh. Lutteroth-Legat zum Gedächtnis. Hamburg 1928.
- Neue Aktenstücke zur Geschichte der hamburgisch-dänischen Kämpfe auf der Niederelbe im Frühjahr und Sommer 1630. In: Zeitschrift des Vereins für Hamburgische Geschichte Band 31, 1930, S. 87–122. pdf
- Die Verhaftung des dänischen Kriegsrats Martin von der Meden durch den Hamburger Rat um die Wende 1627/28. In: Zeitschrift des Vereins für Hamburgische Geschichte Band 36, 1937, S. 131–145. pdf

## Ehrungen
- 1934: Lappenberg-Medaille des Vereins für Hamburgische Geschichte[7]